# Txistiakove
Txistiakove (en ucraïnès Чистяко́ве, anteriorment Torez) és una ciutat de l'óblast de Donetsk d'Ucraïna, situada actualment a la zona ocupada il·legalment per Rússia anomenada República Popular de Donetsk. El 2020 tenia 53.945 habitants (per comparar, el 1987 eren 88.000).

## Història

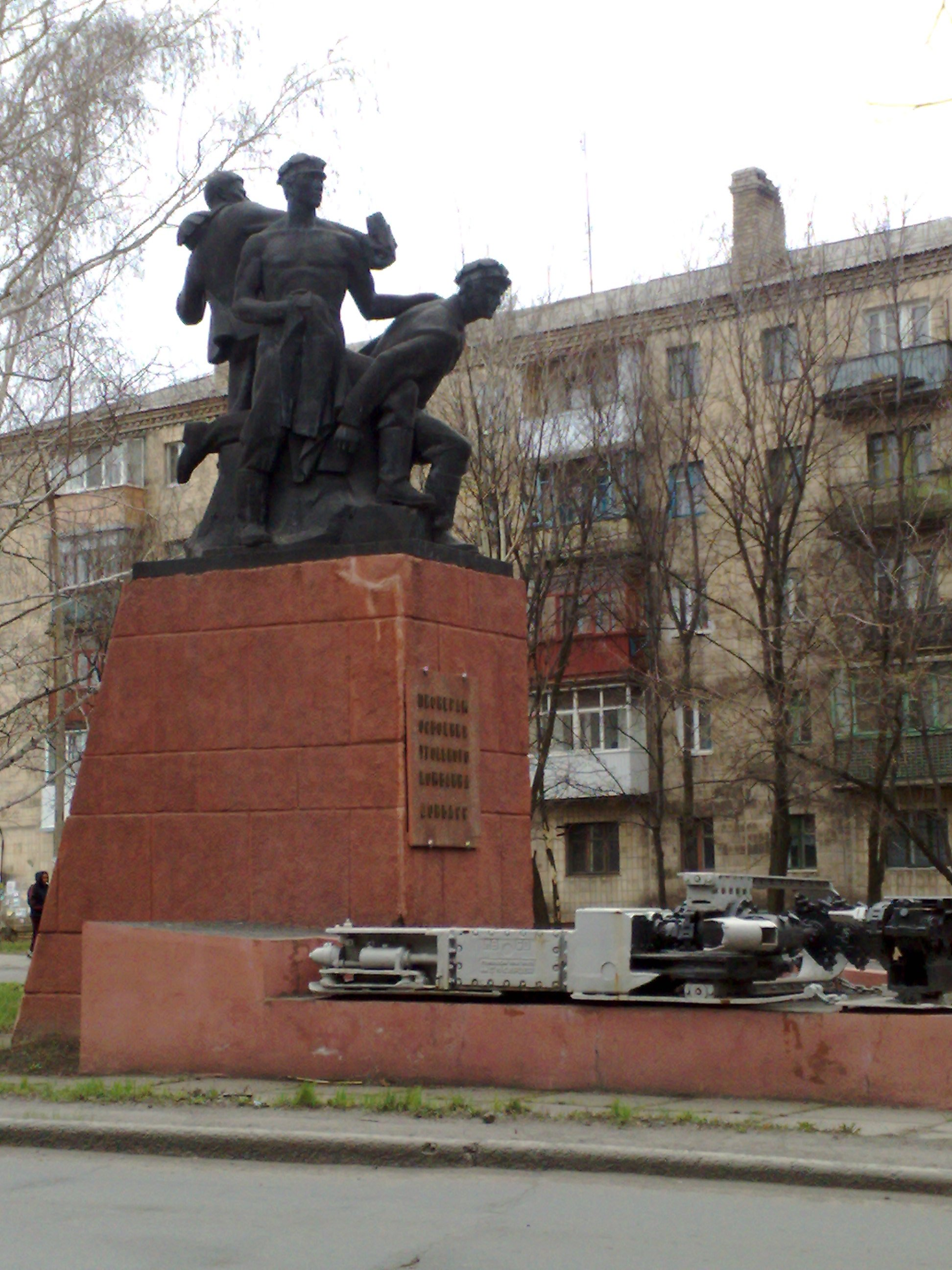
Monument als miners

Amb el nom de Alekseevka va ser fundada el 1778 a la confluència dels rius Sevostianivka i Orlova per serfs fugitius de les províncies del sud de Rússia i Ucraïna. El 1800 tenia 225 habitants.
Des de 1860 va tenir el nom de Txistiakovo (en rus Чистяко́во), quan va esdevenir un centre de la mineria del carbó. Devers 1875 hi havia dues empreses mineres: Txistiakòvskoie, operant les mines «Naklonnaja» i «Galerija» i Oleksiivs'ke (rebatejada «Nadiya» en 1907).
El 1924 l'aglomeració minera Txistiakovo tenia 142 barris, amb 44.679 habitants. El 1932, els assentaments es van unir en un municipi. El 1933 a la vila s'hi explotaven deu mines de carbó i una pedrera.
El 1964 la ciutat va rebre el nom de Torez, en honor de Maurice Thorez, líder comunista francès que també era un minaire. El 2016, Ucraïna va restaurar el nom anterior, amb la llei que vol suprimir les traces de l'ocupació comunista.
Tot i continuar sent un centre de la indústria del carbó, l'ocàs de la mineria contribueix a la lenta despoblació.
El 17 de juliol de 2014, el vol 17 de Malaysia Airlines, en el qual van morir les 298 passatgers, es va estavellar a prop de la ciutat i va ferir diversos veïns.